# St. Ulrich (Rechtis)

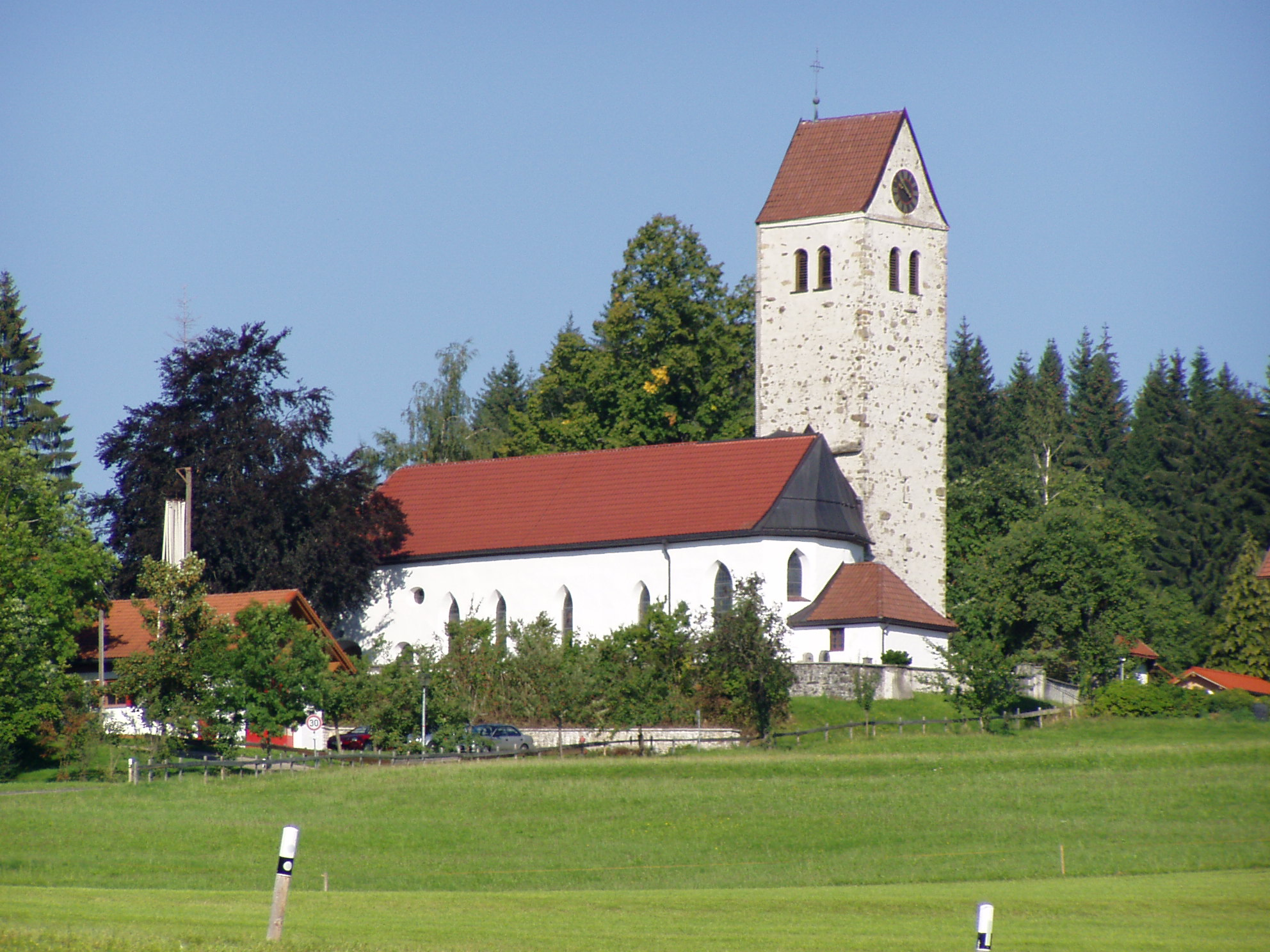
St. Ulrich in Rechtis

Die römisch-katholische Pfarrkirche St. Ulrich steht in Rechtis, einem Gemeindeteil des Marktes Weitnau im schwäbischen Landkreis Oberallgäu in Bayern. Das denkmalgeschützte Bauwerk ist in der Liste der Baudenkmäler in Weitnau unter der Nr. D-7-80-143-15 eingetragen. Die Pfarrei gehört zum Dekanat Kempten des Bistums Augsburg. Kirchenpatron ist Ulrich von Augsburg.

## Beschreibung
Die Saalkirche wurde um 1489/90 erbaut und um 1700 verändert. Sie besteht aus einem Langhaus, das 1914 bis 1916 nach Westen verlängert wurde, einem eingezogenen, dreiseitig geschlossenen Chor im Osten, geschlossenen Chor im Osten, einer Sakristei an der Stirnseite des Chors und einem unverputzten, mit einem Satteldach bedeckten Chorflankenturm an der Nordwand des Chors, dessen oberstes Geschoss den Glockenstuhl beherbergt. In den Giebeln sind die Zifferblätter der Turmuhr angebracht.
Der Innenraum des Langhauses ist mit einem Tonnengewölbe überspannt, der des Chors mit einer flachen Kuppel. Die Fresken hat 1774 Linus Seif an der Decke des Chors mit Mariä Himmelfahrt und an der Decke des Langhauses mit der Schlacht auf dem Lechfeld gestaltet. Der Hochaltar, flankiert von je drei Säulen stammt aus dem frühen 18. Jahrhundert. Eine Pietà hat 1829 Franz Sales Lochbihler geschaffen. Die Statuen des Laurentius von Rom, des Paulus von Tarsus, der heiligen Helena und des Ulrich von Augsburg werden dem Meister des Imberger Altars zugeschrieben. Auf der Empore befindet sich eine von den Gebrüdern Hindelang gebaute Orgel.